# Гретна (футбольний клуб)
«Гретна» (шотл. Gretna) — колишній професійний шотландський футбольний клуб з міста Мотервелл. Домашні матчі проводив на стадіоні «Райдел Парк», який вміщує 3 000 глядачів. Припинив існування у 2008 році через фінансові проблеми.

## Історія
Команда з Мотервелла з 1946 по 2002 виступала в англійському чемпіонаті, а з 2002 клуб був включений до Третього Дивізіону чемпіонату Шотландії. До Другого дивізіону шотландської футбольної ліги «Гретна» потрапила в сезоні 2004—05.
У сезоні 2005—06 клуб став фіналістом Кубка Шотландії. Перший і останній виступ в єврокубках відбувся в сезоні 2006—07 і завершився двома поразками та вибуттям з Кубка УЄФА.
Сезон 2007—08 став найуспішнішим в історії команди, тому що «Гретна» дебютувала Прем'єр-лізі але цей же сезон став і останнім для клубу. Команда посіла останнє місце, а через фінансові проблеми була позбавлена спочатку десяти очок, а згодом понижена до Третього Дивізіону та взагалі ліквідована. 

## Досягнення
Кубок Шотландії:
- Фіналіст (1): 2005—06

## Участь в єврокубках
| Сезон   | Турнір     | Раунд        | Супротивник | Вдома | На виїзді | Сумарно |
| ------- | ---------- | ------------ | ----------- | ----- | --------- | ------- |
| 2006–07 | Кубок УЄФА | Другий раунд | Деррі Сіті  | 1–5   | 2–2       | 3–7     |